# Hannelore Buder
Hannelore Buder (* 10. Juli 1943 in Weißenbach an der Enns) ist eine ehemalige österreichische Politikerin (SPÖ) und Lohnbuchhalterin. Buder war zwischen 1990 und 1999 Abgeordnete zum Österreichischen Nationalrat. 

## Ausbildung und Beruf
Buder besuchte zwischen 1949 und 1953 die Volksschule und im Anschluss bis 1957 die Hauptschule. Danach schloss sie ihre Ausbildung von 1958 bis 1960 mit der Handelsschule ab. Buder arbeitete von 1960 bis 1966, 1970 bis 1981 sowie von 1986 bis 1993 als Lohnbuchhalterin.

## Politik
Buder begann ihre politische Karriere in der Lokalpolitik und gehörte zwischen 1980 und 1983 dem Gemeinderat von Altenmarkt bei Sankt Gallen an. Sie übte danach von 1983 bis 1990 das Amt der Vizebürgermeisterin aus und war danach von 1991 bis 1992 erneut Gemeinderätin. 
Innerparteilich war sie ab 1981 Mitglied des Bezirksfrauenausschusses der SPÖ Liezen und übte zwischen 1987 und 1991 die Funktion der Stellvertretenden Bezirksfrauenvorsitzende der SPÖ Liezen aus. 1991 übernahm sie auch das Amt der SPÖ-Bezirksfrauenvorsitzenden. Ab 1987 war sie auch Mitglied des Landesfrauenvorstandes der SPÖ Steiermark und ab 1993 Mitglied des Landesfrauenpräsidiums. Innerhalb der SPÖ im Bezirk Liezen hatte Buder zudem ab 1987 die Funktion eines Mitglieds des Bezirkspräsidiums inne und übernahm 1991 das Amt der Bezirksparteivorsitzender-Stellvertreterin. Zudem gehörte Buder auf Landesebene ab 1991 dem Landesparteivorstand an und war ab 1993 Mitglied des Landesparteipräsidiums. 
Buder vertrat die SPÖ vom 5. November 1990 bis zum 6. November 1994 sowie erneut vom 15. Dezember 1994 bis zum 28. Oktober 1999 im Nationalrat. 